# 浄泉寺 (豊川市赤坂町)
浄泉寺（じょうせんじ）は、愛知県豊川市赤坂町にある浄土宗西山深草派の寺院。山号は玉清山。院号は医王院。本尊は阿弥陀如来。

## 文化財
以下の3件が豊川市の文化財として指定されている。
| 指定区分             | 名称               | 指定年月日                |
| -------------------- | ------------------ | ------------------------- |
| 豊川市指定有形文化財 | 阿弥陀三尊来迎之図 | 1978年（昭和53年）3月31日 |
| 豊川市指定有形文化財 | 薬師如来坐像       | 1978年（昭和53年）3月31日 |
| 豊川市指定有形文化財 | 鰐口               | 1978年（昭和53年）3月31日 |

## 墓
境内の墓地には、刑死者を葬った方柱塔が建つ。弘化元年 - 4年（1844年 - 1847年）に処刑された9人、天保14年（1843年）に処刑された1人の戒名があり、いずれも「剣」の字が入っている。

## 交通
- 最寄駅：名鉄名古屋本線名電赤坂駅

名電赤坂駅より徒歩10分ほど。

## 註
1. ↑  「豊川市内の指定・登録文化財一覧」（豊川市HP内）。
2. ↑  『音羽町誌』、615頁。
3. ↑  「豊川市 浄泉寺」（豊川市観光協会HP内）。